# 黃煌煇
黃煌煇（1946年11月10日—2019年7月26日），臺灣台南人，水利工程學者、專家。中華民國科技部「跨國頂尖研究中心-國際波動力學中心」計畫主持人（2013年－2017年）。
曾任海洋委員會主任委員、國立成功大學校長、中華民國行政院科技會報委員、臺灣自來水公司董事、國立成功大學研究總中心主任與行政院國家科學委員會海工學門召集人等多項橫跨學術界與產業界的職務。2015年12月29日接任飛航安全調查委員會主任委員，2018年4月28日轉任新成立機關海洋委員會首任主任委員。2019年7月26日清晨四時許病逝於國立成功大學醫學院附設醫院。

## 學術榮譽和獎勵
- 亞洲知識管理學院榮譽院士（2012年）
- 臺灣海洋工程學會論文獎（2012年）
- 中華民國力學學會力學期刊論文獎第1名（2012年）
- 日本ASV亞洲可視化國際會議最佳論文獎（2011年）
- 行政院國家科學委員會2009年度傑出研究獎（2010年）
- 2008年度宇泰海洋工程科技講座教授（2008年）
- 國立臺南第一高級中學校友傑出成就獎（2008年）
- 國立成功大學96年度產學合作成果特優教師（2007年）
- 中華民國力學學會會士（2007年）
- 行政院傑出科技貢獻獎（2006年）
- 李國鼎科技獎座榮譽學者（2005年）
- 水利貢獻獎（2005年）
- 國立成功大學93年度產學合作成果特優教師（2004年）
- 臺灣海洋工程學會論文獎（2004年）
- 美國太平洋海洋科學與技術協會服務獎（2003年）
- 科學與工程名人錄（1999年）
- 中華民國傑出工程教授獎（1994年）
- 日本第九屆國際紊流學會論文展示獎（1993年）
- 中華民國土木水利工程論文獎（1990年）
- 中華民國力學學會論文獎（1984年）
- 中國工程師學會論文獎（1975年）
- 中華民國土木水利工程論文獎（1975年）
- 斐陶斐榮譽學會會員（1970年）

## 專利和發明
- 中華民國專利 發明第I 300698號 箱網養殖之警戒系統、方法與裝置
- 中華民國專利 發明第I 308055號 箱網養殖之經營輔助系統

## 爭議
成功大學校方委託系聯會在11月推出新廣場命名投票活動，共有3千多人投票，學生力拱「南榕廣場」，以900多票獲第一名。事後成大校長黃煌煇卻表示，學生命名只是一個活動，要求重新訂定規則，重辦投票活動，因而引發學生認為校長不願承認投票結果，試圖抹除學生民主投票結果之爭議。

## 研究專長
- 水利工程學
- 海洋波浪
- 非線性波動力學（世界領導研究）

### 現行研究計畫
- 颱風作用下堰洲島之水力與地形動力機制研究
- 離岸風力主軸專案計畫－先導型離岸風電計畫之環境影響評估
- 雲林離島式基礎工業區永續環境管理計畫

## 外部連結
- 黃煌煇校長簡介 （页面存档备份，存于）
- 成大新聞網
- 國立成功大學校長室 （页面存档备份，存于）
- 遠見雜誌_黃煌煇 80年來 首位成大製造的校長 （页面存档备份，存于）
- 行政院95年傑出科技貢獻獎選拔獲獎者簡歷 （页面存档备份，存于）

| 行政院                            |                                                                 |                                    |
| 前任： 劉佩玲（代理） 正任：沈 啟 | 飛航安全調查委員會主任委員 第三任 2015年12月29日－2018年4月27日 | 繼任： 紀佳芬（代理） 正任：楊宏智 |
| 首任                              | 海洋委員會主任委員 第一任 2018年4月28日－2019年1月13日          | 繼任： 李仲威 （代理，後真除）     |
| 教育職務                          |                                                                 |                                    |
| 國立成功大學                      |                                                                 |                                    |
| 前任： 賴明詔                     | 國立成功大學校長 第十六任 2011年2月1日－2015年1月31日           | 繼任： 蘇慧貞                      |